# Balet Baru
Balet Baru is een bestuurslaag in het regentschap Jember van de provincie Oost-Java, Indonesië. Balet Baru telt 6146 inwoners (volkstelling 2010).